# 알루미에레
알루미에레(이탈리아어: Allumiere)는 이탈리아 라치오주 로마현에 위치한 코무네다. 로마로부터 북서쪽 60km 거리에 있다.

## 자매 도시
- 스페인 푸솔
- 오스트리아 도이치크로이츠
- 독일 에글핑